# Cá lăng đuôi đỏ
Cá lăng đỏ hay còn gọi là cá lăng nha đuôi đỏ hay cá lăng chiên (Danh pháp khoa học: Hemibagrus microphthalmus) là một loài cá trong họ Cá lăng. Chúng được tìm thấy ở khu vực sông Irrawaddy, Sông Sittang và Sông Salween của Ấn Độ, Myanmar và Thái Lan. Ở Việt Nam, cá lăng đuôi đỏ được nuôi nhiều nhất ở sông Bình Di, huyện An Phú, An Giang với gần 200 bè, cung cấp cho các tỉnh đồng bằng sông Cửu Long và Thành phố Hồ Chí Minh. Cá lăng đuôi đỏ là loài cá nhiệt đới phân bố ở châu Á, đặc biệt là các nước ở lưu vực sông Mê Kông. Ở Việt Nam, chúng phân bố rộng rãi ở các thủy vực nước ngọt và nước lợ nhẹ miền Nam. Chúng còn có mặt ở sông Sêrêpôk của vùng Tây Nguyên.

## Đặc điểm
Cá lăng đuôi đỏ có kích thước lớn nhất trong tất cả các loài cá thuộc họ Bgridae, Cùng với cá tra dầu và cá hô, cá lăng là loài cá nước ngọt có cỡ khá lớn. Thịt cá lăng đuôi đỏ trắng, dai, giòn và có hương vị đặc trưng. Ở Sêrêpôk có loại cá lăng đuôi đỏ khổng lồ mà chỉ một con thôi, cả làng ăn không hết thịt, có lắm con to dài hơn một người đàn ông lực lưỡng, cá lăng khủng nặng bảy tám chục ký lô

### Phần đầu
Cá lăng là cá có thân dài, đầu dẹp, da trần không có vảy, có 4 đôi râu với 1 đôi ở mũi, 1 đôi ở hàm và 2 đôi ở cằm. Loài này sống ở tầng giữa, sống đơn độc. Thân dài, phần đầu và thân trước dẹp bằng, phần sau dẹp bên, nhất là cuốn đuôi, đầu rất rộng và trơn, miệng dưới hơi rộng, hình cung tròn, môi thịt phủ trên hai hàm và nối liền ở gốc miệng, mắt trung bình, không phủ da, nằm chếch phía đỉnh đầu, có 4 đôi râu, râu mũi dài đến viền trước mắt, râu hàm trên gốc bẹt cứng kéo dài quá gốc vây hậu môn, râu cằm ngoài dài quá gốc vây ngực, râu cằm trong chưa tới hết nắp mang. 

### Hệ thống vây
Thân trần, đường bên hoàn toàn, chạy giữa chiều cao thân, thân màu xám nâu, phần lưng thẫm hơn phần bụng, bụng trắng nhạt, các vây đuôi, vây lưng, vây bụng, vây ngực và vây hậu môn đỏ và phần vây đỏ, phần màng hơi xám, đặc biệt vây đuôi rất đỏ, vây mỡ trắng xám, viền ngoài đỏ hồng. Vây lưng có khởi điểm trước khởi điểm vây bụng, gần mút mõm hơn gốc vây đuôi, gai vây lưng mảnh, phần gốc cứng, phần ngọn mềm, phía trên đều trơn nhẵn, cả hai phía đều có mấu, vây mỡ trung bình, viền sau tự do, chiều dài gốc vây mỡ bằng ½ lần chiều dài gốc vây hậu môn. Vây ngực có răng cưa cứng to dài, phía trước trơn nhẵn, phía sau nhiều răng cưa, vây bụng tròn, phía sau vượt quá hậu môn, vây hậu môn viền sau lõm, các tia không phân nhánh ngắn, các tia phân nhánh dài, vây đuôi phân thùy sâu, tia giữa ngắn, mút cuối hơi tròn.

## Khai thác

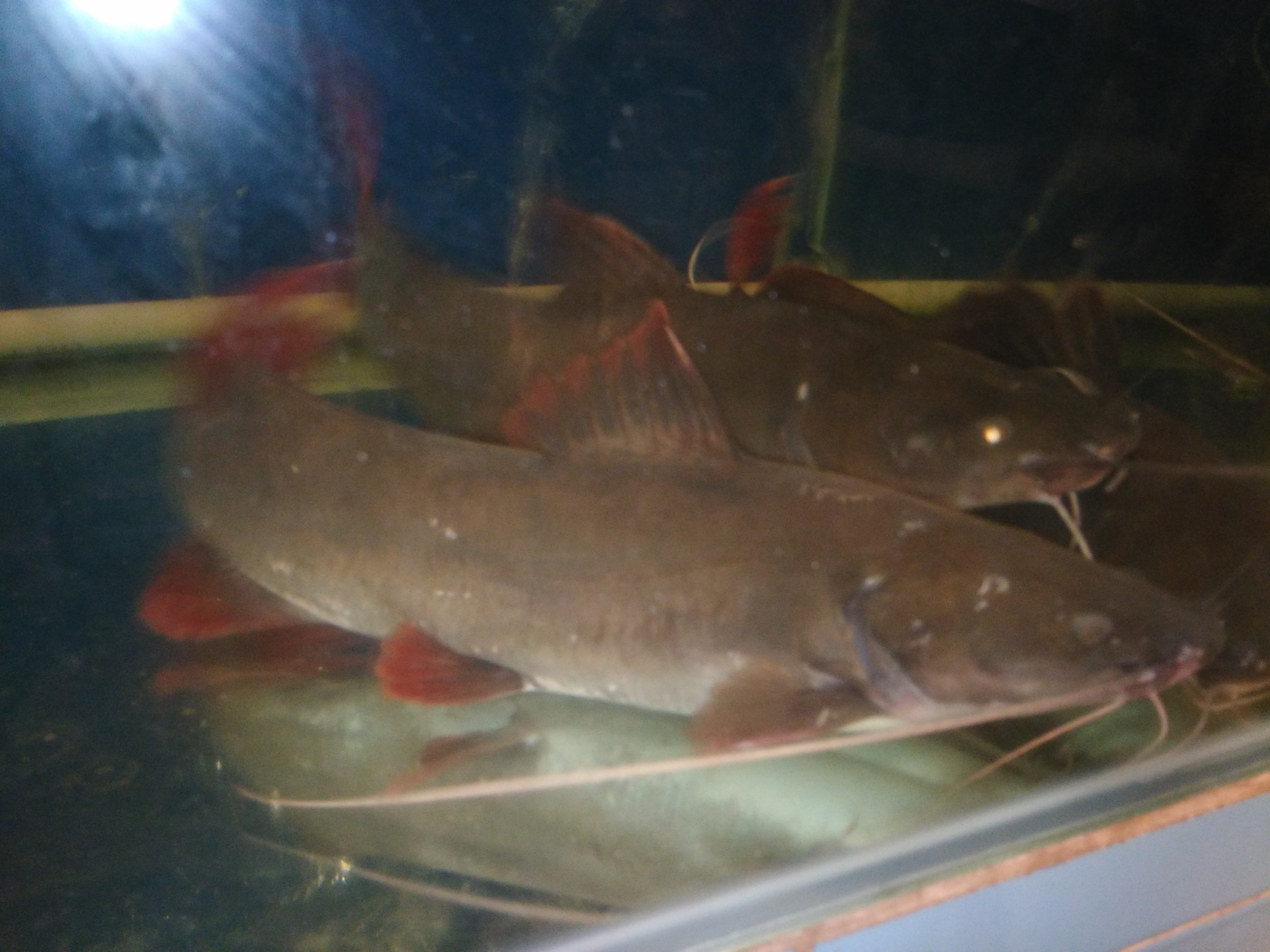
Một đàn cá lăng đuôi đỏ trong một nhà hàng ở Gò Vấp, Thành phố Hồ Chí Minh

Do giá trị thương phẩm cao và dễ tiêu thụ, cá lăng nha đuôi đỏ hay cá heo nước ngọt đã đem lại thu nhập cho người dân miền Tây. Loại cá này khá dễ nuôi, rất thích nghi với dòng nước đầu nguồn nên mau lớn. Thức ăn chín của cá lăng nha là các loại cá sống nước ngọt hoặc cá biển. Nên cho cá ăn mồi xay nhuyễn vào lúc mới thả, sau đó có thể cho ăn nguyên con. Vụ cá thường kéo dài khoảng 14 tháng với cân nặng con to nhất có thể đạt khoảng 2 kg. Thường cá lăng có trọng lượng trên 30 kg, các chủ nhà hàng mua với giá từ 400-600.000 đồng/kg và khi đến miệng thực khách, giá cá tươi bao giờ cũng ít nhất gấp đôi giá thu vào
Ở Tây Nguyên, người Mnông khi săn cá thường đi thành nhóm, cưỡi thuyền độc mộc, tay cầm lao có nối dây, khi phát hiện cá thì phóng lao và có khi phóng đến 4-5 mũi lao mới hạ gục con cá. Có ghi nhận về những con cá lăng khủng kia nặng 43 kg, dài đến 1m7. Thông tin về những con cá lăng khủng khác dính câu không hiếm, tại xã Krông Na (huyện Buôn Đôn, Đắk Lắk) đưa lên từ lòng sông Sêrêpôk cặp cá lăng đuôi đỏ có tổng trọng lượng 46 kg (28 kg và 18 kg). Ngày 29 tháng 5 năm 2016, huyện Cư Jút, tỉnh Đắk Nông câu được hai con cá lăng đuôi đỏ trên sông Sêrêpôk tại địa phận giáp ranh giữa Đắk Nông - Đắk Lắk. Mỗi con có cân nặng hơn 40 kg, dài hơn 1,6m.